# Kesiv
Der Kesiv (hebräisch כְּזִיב K[ə]sīv) ist der längste Fluss im israelischen Westgaliläa mit dem größten Einzugsgebiet in dieser Region. Der Kesiv führt das ganze Jahr Wasser, das ab dem Quellgebiet westwärts durch eine teils tief eingegrabene Schlucht, teils stark mäanderndes Tal abfließt. Die Länge des Kesivs beträgt 41 Kilometer, sein Einzugsgebiet misst 137 Quadratkilometer. Er entspringt am Südwesthang des Har Meron in Obergaliläa und verläuft im letzten Abschnitt durch die westgaliläische Küstenebene, bzw. Küstenebene von Phönikien, bevor er am nördlichen Rand Achsivs ins Mittelmeer mündet.

## Namen des Flusses
Der Kesiv (hebräisch כְּזִיב K[ə]sīv), meist ist das in der Schreibung mit einem «e» wiedergegebene Schwa (ein unbetontes «ə») gänzlich stumm, also wird Ksiv gesprochen, wobei das «s» stimmhaft bleibt, auch Nachal Kesiv/Ksiv (נַחַל כְּזִיב Nachal Kəsīv, deutsch ‚Bach Kesiv‘), ist der Name, der auf die antike Massechet Schivʿit (eine Tosefta) zurückgeht. Er wurde durch das Regierungskomitee der Ortsnamen (hebräisch וַעֲדַת הַשֵּׁמוֹת הַמֶּמְשַׁלְתִית Waʿadat haSchemōt haMemschaltīt) Anfang der 1950er Jahre als amtlicher Name festgelegt und in die Landkarten des Survey of Israel übernommen. Der biblisch überlieferte Name des Ortes an der Flussmündung, Achsiv, ist eine Worterweiterung des hebräischen Hydronyms mit prosthetischem Aleph, wobei die Aussprache des Buchstaben «Kaph כ», die im Anlaut als «k» hart ist, dann am Silbenende zu «ch» wird.
In arabischer Sprache lautet der Name Wadi al-Qarn (arabisch وَادِي الْقَرْنِ, DMG Wādī al-Qarn ‚Bachtal des Horns‘), was wohl auf die gekrümmten Mäander im mittleren Flusslauf anspielt. Im hebräischen Sprachgebrauch Palästinas hatte sich davon abgeleitet schon lange vor Gründung Israels 1948 der Flussname Nachal Qeren (נַחַל קֶרֶן ‚Horn-Bach‘) etabliert. In Anlehnung an die gutturale Aussprache des arabischen Buchstaben «Qāf q» bzw. des hebräischen «Qoph q», der das folgende «a» zu einem «å» umfärbt, bestand auch die hebräische Namensvariante Nachal Qoren (hebräisch נַחַל קוֹרֵן Nachal Qōren, deutsch ‚Leuchtender/Strahlender Bach‘). Im heutigen hebräischen Standard wird Qoph nicht guttural ausgesprochen.
Die dritte hebräische Namensvariante leitet sich lautmalerisch vom Namen des Dorfes az-Zib an der Flussmündung her, der selbst wiederum vom antiken hebräischen Ortsnamen Achsiv (auch mit erhärtetem Endlaut «b») herrührt, und lautet mit im modernen regelmäßig fehlender Endlauthärtung Nachal Siw (נַחַל זִיו Nachal Sīw, deutsch ‚Pracht-Bach‘), wobei nur lautmalerisch Ähnlichkeit besteht, das Wort «Siw» aber von gänzlich anderer Bedeutung ist. Der Kibbuz Gescher haSiw (deutsch Brücke des Siws[/des Prachtbachs]), 1948 gegründet, der Wohnort Neweh Siw (נְוֵה זִיו ‚Siw-Aue‘; 1,5 km südlich des Flusses, 2000 gegründet) und im mittleren Kesivlauf die Quelle ʿEin Siw (עֵין זִיו ‚Pracht-Quelle‘, 16. August 1953 amtlich benannt durchs Namenskomitee) tragen diese Variante in ihren Namen. Bis in die 1970er Jahre nutzten Israelis im hebräischen Sprachgebrauch verschiedene Namensformen parallel, seither wurde Kesiv die gängigste Bezeichnung.
Bei Gewässern bietet das Arabische eine Vielfalt an Hydronymen für einzelne Abschnitte von Flussläufen, weil bis in die 1920er Jahre in der verkehrsmäßig isolierten Lebenswelt vieler arabischsprachiger Einwohner sich kleinräumiger Sprachgebrauch gut halten konnte. So überliefern britische Landkarten den Namen Wadi al-Qarn für den Kesiv stromabwärts ab der Flussbiegung, wo der historische Heerweg Akkon-Toron das Flusstal von Miʿilya gen Norden erreicht. Von da ab stromaufwärts führt der Flusslauf auf Höhe Maʿalot-Tarschihas und im gesperrten Abschnitt strengsten Naturschutzes den arabischen Namen Wadi Schiqaif al-Sāġ (وَادِي شِقَيْفِ الزَّاغِ, DMG Wādī Šiqaif al-Zāġ). Ab der Flussschleife, wo die Brücke Dschisr Nabih Marʿiyy den Fluss quert, heißt der Fluss auf arabisch وَادِي الْحَبِيس, DMG Wādī al-Ḥabīs ‚Wadi des Gefangenen‘ bis südlich Hurfaischs, von wo ab der Name Wadi Buchuch lautet (arabisch وَادِي بُخُوخَ Wādī Buḫūḫ ‚Weihrauchwadi‘).
Daran schließt das Wadi ʿAin al-Naum, der in Bait Dschann entspringende Hausbach, an, womit im Auge der arabischen obergaliläischen namengebenden Betrachter Oberlauf und Quellgebiet des Kesivs als Zufluss des Wadi ʿAin al-Naum anzusehen sind. Der Bachlauf unterhalb des Quellgebiets des Kesivs führt den arabischen Namen Wadi al-Ġamiq (وَادِي الْغَامِق, DMG Wādī al-Ġāmiq ‚Dunkles Tal‘), das dann in der nordöstlichen Feldmark Bait Dschanns in das von Osten kommende Wadi Sartaba (nach den antiken Ruinen Chirbat Sartaba am Ufer) mündet, während es die hebräische Beschreibung des Flusslaufs umgekehrt betrachtet, von Osten kommend mündet das Wadi Sartaba (auf Hebräisch Nachal Seved) hier in den Kesiv. Kurz darauf südlich Bait Dschanns fließt dieser Bachlauf (je nach Betrachter der Unterlauf des Wadi Sartaba oder der oberste Bachlauf des Kesivs) in das Wadi ʿAin al-Naum, das in hebräischer Betrachtung hier endet und in den Kesiv einfließt.

## Verlauf und Zuflüsse
In einem Gebiet am Südhang des Har Meron und Nordhang des Har Hillel (hebräisch הַר הִלֵּל ‚Berg Hillels des Älteren‘, arabisch جَبَل العَرُوس, DMG Ǧabal al-ʿArūs; 1071 m; ⊙), das sich etwa über 1800 Meter in Ost-West-Richtung und etwa über 1000 Meter von Norden nach Süden erstreckt, finden sich zwölf Quellläufe des Kesivs, die sämtlich auf über 900 Metern Höhe entspringen, zwei gar auf Höhen über 1000 Metern am Har Hillel. Das Tälchen, in welchem die Quellläufe wie in miniaturhafter Kessellage zusammenfließen, trägt den Namen Wadi al-Zarb (arabisch وَادِي الزَّرْبِ ‚Bachlauf des Pferchs‘). Die östlichst gelegene und auch bekannteste Quelle, die auch namentlich auf Wanderkarten verzeichnet ist, ist der ʿEin haSaqen (hebräisch עֵין הַזָּקֵן deutsch ‚Quell[e] des Alten (Hillel)‘, englisch ʿEin haZaqen, arabisch عَيْنُ الْوَرَقَةِ, DMG ʿAin al-Waraqa ‚Quelle des Blattes‘; ⊙ auf etwa 980 m). Die Berge Har Hillel und Har Meron sind hier Teil der Wasserscheide, die das Einzugsgebiet des levantinischen Mittelmeers von jenem des Jordangrabens trennt.

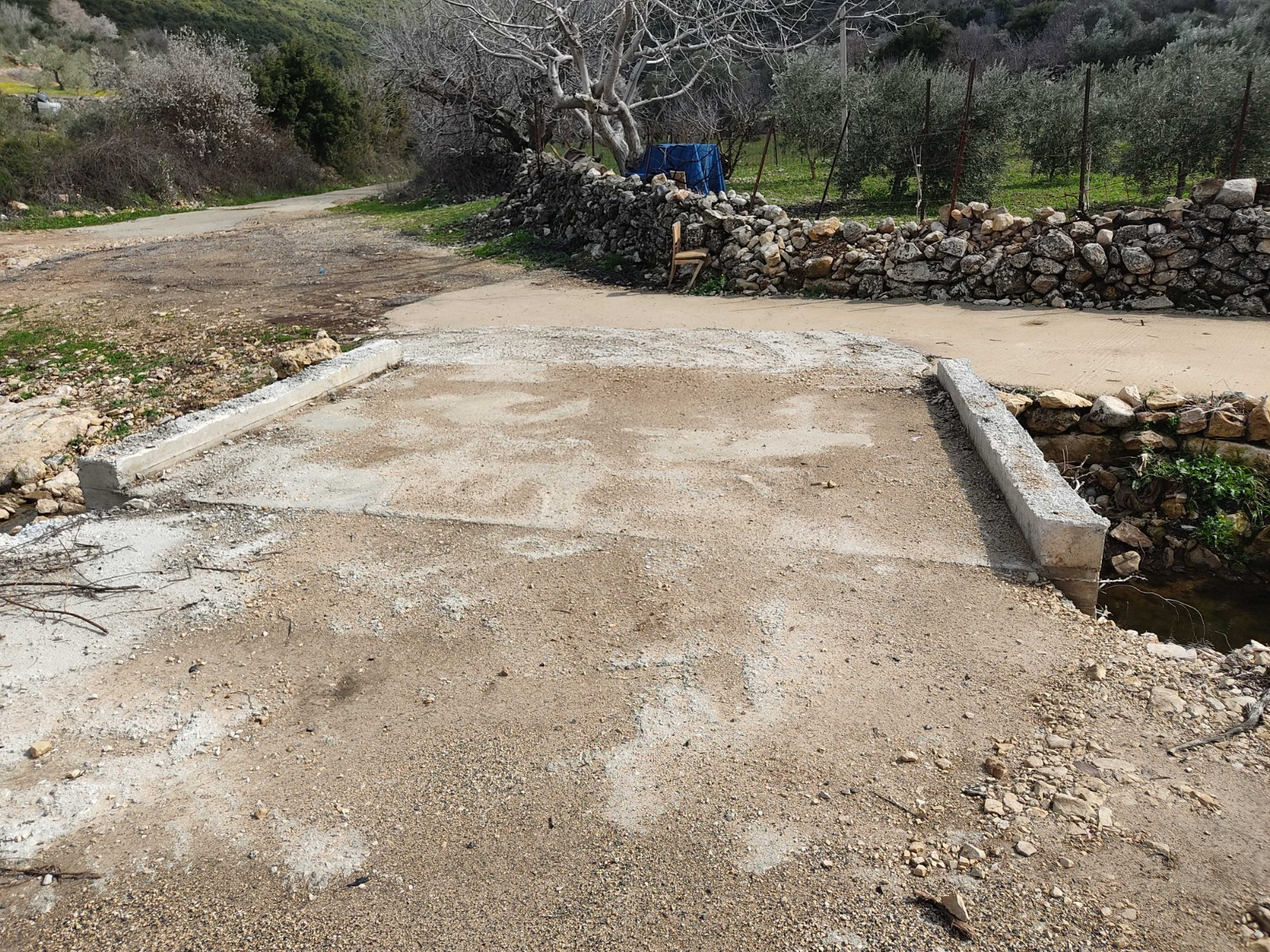
Landwirtschaftliche Querung in Bait Ǧanns Feldmark, 2022

In diesem Quellgebiet, das im Naturreservat Schmurat Teva Har Meiron (שְׁמוּרַת טֶבַע הַר מֵירוֹן Schmūrat Ṭeva Har Mejrōn) liegt, gibt es keine bewohnten Orte, aber zweieinhalb Kilometer stromabwärts die flussnahe Quelle ʿEin Schvil (hebräisch עֵין שְׁבִיל ‚Pfadquelle‘, arabisch عَيْنُ طَارِقٍ ʿAin Tāriq). Im ersten besiedelten Ort, Bait Dschann (Bait Ǧann), ergießen sich von Süden der Nachal Schfannim (נַחַל שְׁפַנִּים ‚Kaninchenbach‘), der ʿEin Chessed (hebräisch עֵין חֶסֶד ‚Gnadenquelle‘, arabisch عَيْنُ سَرْطَابَةَ, DMG ʿAin Sarṭāba) und das Wadi ʿAin al-Naum, innerorts schlicht al-Wadi genannt. In der Feldmark Bait Ǧanns fließen von Norden die Nechalim namens Admonit, Seved und ʿOfaʾim dem Kesiv zu. In seinem gesamten Verlauf gibt es Dutzende kleine, vielfach namenlose Zuflüsse. Kreuzen im Oberlauf bestenfalls Wanderwege den Kesiv, folgen erste befestigte Querungen im Bereich Bait Ǧanns mit drei landwirtschaftlichen Wegen und der Lokalstraße nach Hurfaisch.

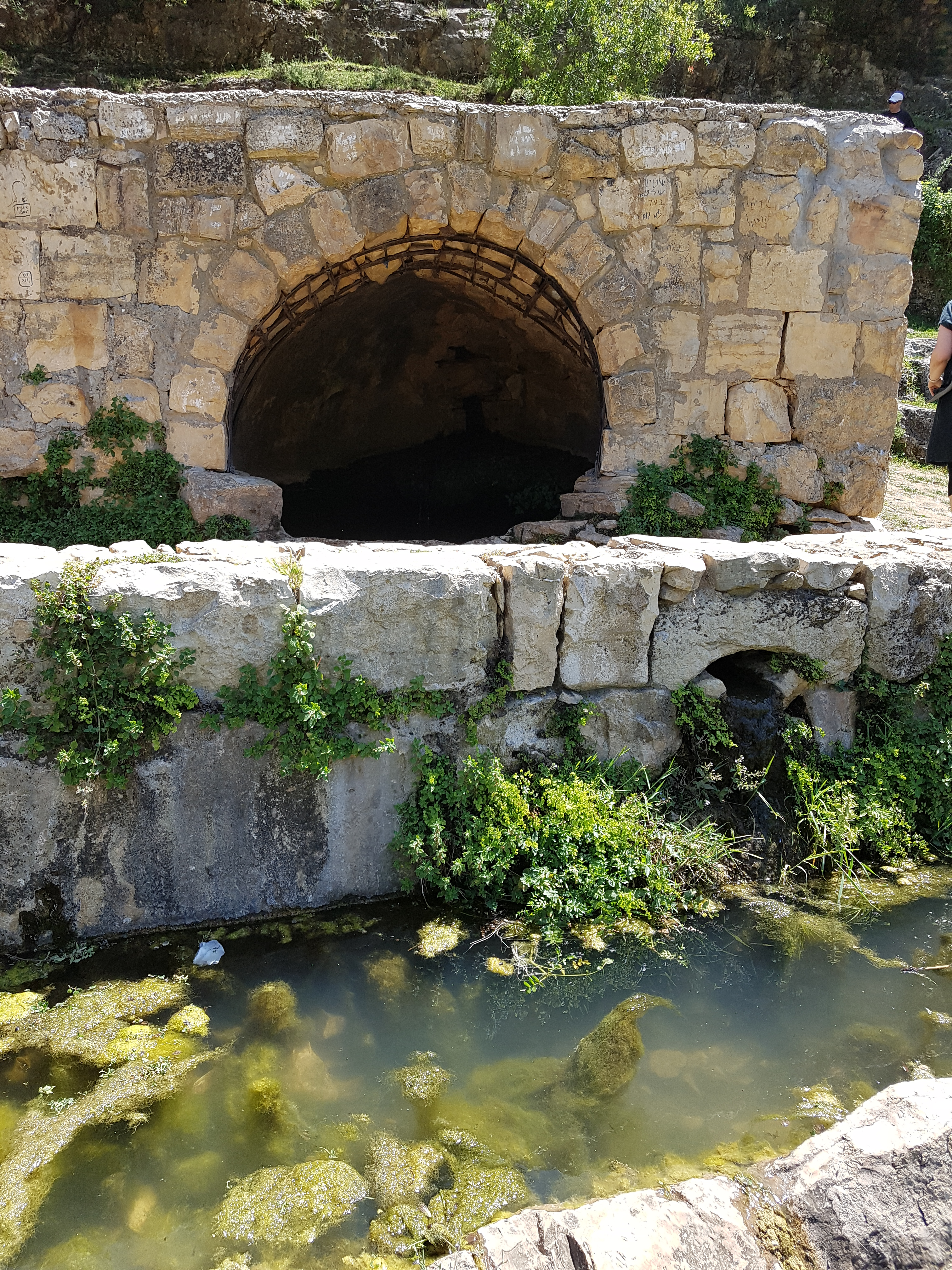
Vom zur Gefäßbefüllung hergerichteten ʿEin Chotam holten früher Einwohnerinnen Hurfaischs das Wasser, 2018

In Hurfaisch nimmt der Kesiv von Norden Nachal Moran und Nachal Chiram auf, welch letzterer aus dem Dorfkern zufließt. Dann durchfließt der Kesiv tief eingegraben den Wald Jaʿar Elqosch (יַעַר אֶלְקוֹשׁ), wo vier Quellen am Südufer, nämlich ʿEin Chotam (hebräisch עֵין חוֹתָם ‚Siegel-Quell‘, arabisch عين حوتم; 1,8 km südlich Hurfaischs), ʿEin Sevul (hebräisch עֵין זְבוּל ‚Dung-Quell‘, arabisch عين زبول; 1,4 km südwestlich desselben), ʿEin Tabbaʿat (hebräisch עֵין טַבַּעַת, arabisch عين التبع und نَبْعَتْ طَبْغَىٰ Nabʿat Ṭabġa; 1,4 km östlich Zuriʾels) und ʿEin Retet (hebräisch עֵין רֶטֶט ʿEjn Reṭeṭ, deutsch ‚Zitternde Quelle‘, arabisch عين رطط; 1,4 km nordöstlich desselben), weiteres Wasser einspeisen. Etwa 1,8 km nordwestlich Hurfaischs überbrückt die Nationalstraße Kvisch  den Fluss südwestwärts gen Zuriʾel (1949 gegründet). Auf Höhe dieser Straßenbrücke Dschisr Nabih Marʿiyy am Nordpunkt einer Flussschleife nähert sich die bis auf Weiteres durch die UNO als libanesische Südgrenze festgelegte Blaue Linie (Libanon) bis auf 4,5 Kilometer dem Kesiv, geringste Distanz in dessen gesamtem Verlauf.
Weitere 700 Meter stromabwärts westlich des Dschisr Nabih Marʿiyy (arabisch جِسْرٌ نَبِيْه مَرْعِيٌّ Ǧisr Nabīh Marʿiyy; ⊙) verlässt der Kesiv das Naturreservat Har Meiron. Nach weiteren 2,3 Kilometern stromabwärts erreicht der Fluss das Naturreservat Schmurat Teva Nachal Kesiv, wo am östlichen Stadtrand Maʿalot-Tarschihas von Süden der Nachal Peqiʿin zufließt, der weiter oben in seinem Verlauf in einem Park der Stadt den Agam Monfor (אֲגַם מוֹנפוֹר ‚Montfort-Teich‘) speist. Der Peqiʿin hat von allen Zuflüssen des Kesivs das größte Einzugsgebiet, das südwärts bis östlich Kisras (heute zu Kisra-Kafr Sumiʿa) reicht. Östlich oberhalb der Einmündung des Peqiʿin in den Kesiv erhebt sich der Metzad Qarchah (hebräisch מְצַד קַרְחָה ‚Festes Haus der Kahlheit‘, arabisch خَيْرِيَّةُ قَرْحَاطَاءُ, DMG Ḫairiyyat Qarḥāṭāʾ ‚Ruine des Blässchens/jungenhaften Fläumchens‘, sinngemäß wohl wenig bewachsene Stelle; ⊙), ein einstiges, befestigtes Vorwerk des Deutschen Ordens. Im Verlauf folgt der nördliche Zufluss Nachal Sawit. Im Flusstal besteht nordöstlich Miʿilyas die ufernahe Quelle ʿEin Siw nahe der ehemaligen Wassermühle al-ʿAzzaziya, wo der historische Heerweg Akkon-Toron aus Kreuzfahrerzeiten, der nicht für motorisierten Verkehr freigegeben ist, den Fluss quert und dessen Schlucht nordwärts jenen Zufluss entlang verlässt, der unterhalb der Höhle Meʿarat Miqdasch (⊙) einmündet.
Im Steilhang dieses Bereichs finden sind Höhlen, die früher in Kriegszeiten Zivilisten als Unterschlupf dienten. Auch etwas weiter stromabwärts speist der ʿEin Tamir in erheblichem Umfang Wasser in den Kesiv, womit dieser ab hier auch in Jahren größter Dürre noch nie trocken gefallen ist, während dies im oberhalb davon gelegenen Flusslauf wegen der Entnahmen für Bewässerung schon geschehen ist. Stromabwärts am anderen Ufer befindet sich eine erkundete Höhle, die Meʿarat Goren, unterhalb Gorens. Am Südufer vis-à-vis mündet nur wenig weiter westlich der Nachal Bartut. Er entspringt auf 400 m am westlichen Ortsrand Mitzpe Hillahs, bevor er nordwärts durch ein sich rasch vertiefendes und bewaldetes Tal abfließt.

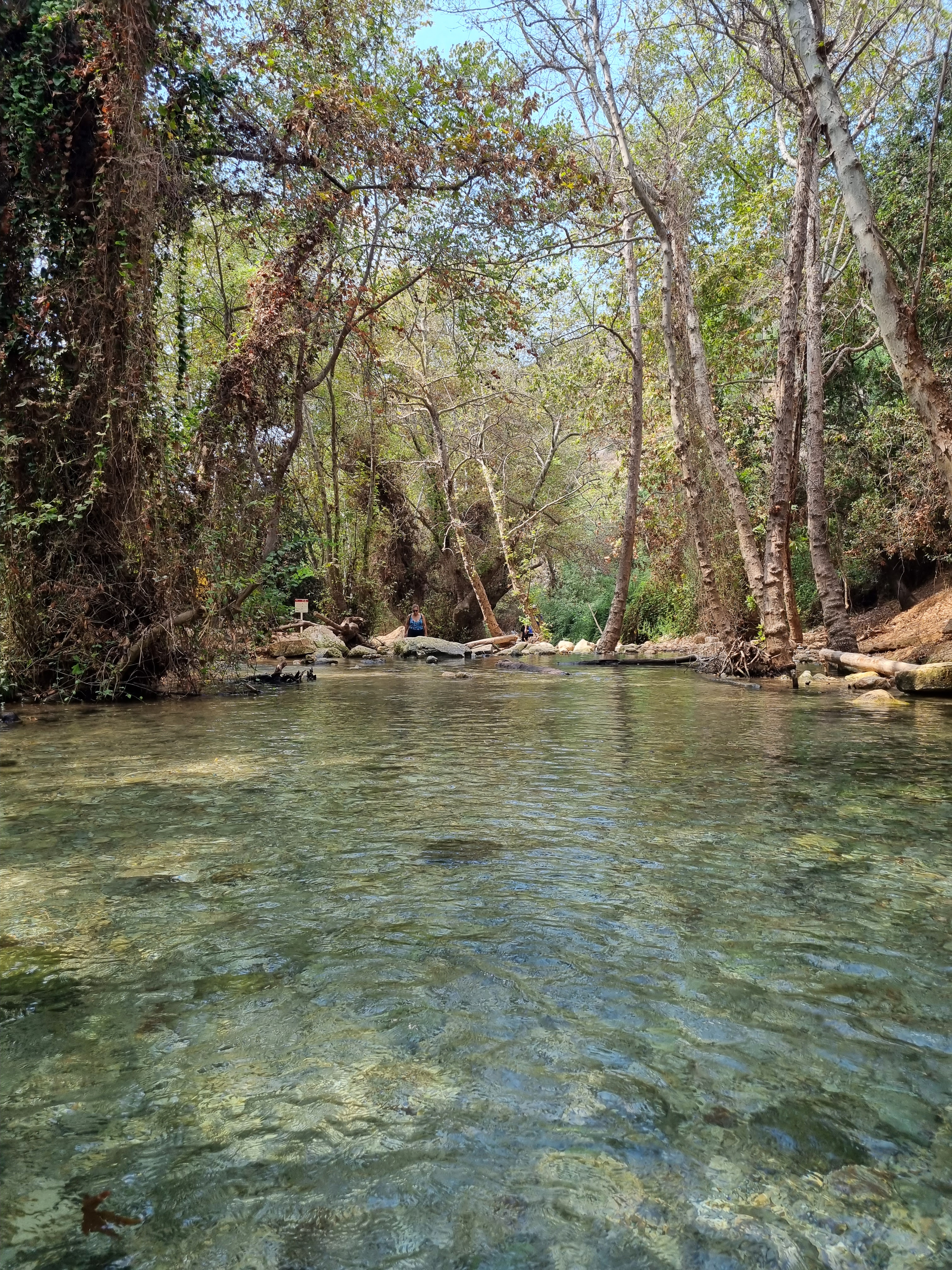
ʿEin Chardelit, 2021

Westlich der bald folgenden Ruine der Deutschordensburg Montfort mündet von Süden ein Bach ein, der sich so eingegraben hat, dass zwischen ihm und dem Kesiv der beiderseits steil abfallender Bergsporn al-Qurain (الْقُرَيْنُ ‚das Hörnchen‘) entstand, der den Deutschrittern ideal für ihren Burgbau 1228/1229 erschien. Eine letzte nennenswerte Quelle ist der ʿEin Chardelit (עֵין חַרְדְּלִית ‚Senfquelle‘) am Nordufer, eine beliebte Badestelle unterhalb ʿAvdons, einen halben Kilometer stromabwärts folgt das Wasserwerk Chardelit, einen weiteren Kilometer abwärts überbrückt dann die Straße 8913 den Fluss, bevor der Kesiv 1,3 Kilometer stromabwärts beim Siedlungshügel Tel ʿAvdon das enge Tal auf Höhe von 70 m verlässt und die Küstenebene erreicht. Neben kleinen landwirtschaftlichen Querungen in den Feldmarken zwischen Liman (1949 gegründet) und Gescher haSiw überbrücken die Nationalstraßen  und  sowie die al-Zīb-Brücke der Bahnstrecke Haifa–Beirut–Tripoli (HBT-Linie) den Fluss, bevor der Kesiv am Fuße des Tel Achsiv sich ins Mittelmeer ergießt.

## Orte am Fluss
Vom Quellgebiet bis zur Mündung säumen Orte den Fluss, jedoch nirgends unmittelbar mit Uferpromenade oder dergleichen. Dies liegt im Oberlauf vor allem daran, dass die steilen Ufer des tief eingegrabenen Kesivs eine Annäherung der Bebauung schlicht unmöglich machen und im kurzen Lauf in der Küstenebene liegt allein die Freizeitanlage Achsivland direkt am Fluss in dessen Mündungsbereich. Die erste Ortschaft etwa vier Kilometer Luftlinie nordwestlich vom ʿEin haSaqen ist die Kleinstadt Bait Dschann (Bait Ǧann), deren bebautes Gebiet, gelegen auf über 900 m, sich bis auf 500 Meter dem Südufer des Flusses annähert, der hier 240 Meter tiefer entlangfließt. Zwischen Bait Ǧann und Hurfaisch säumt eine Lokalstraße den Lauf des Kesivs. Hurfaischs flussnahe Viertel, der Dorfkern (auf 640 m) und ein Neubaugebiet (auf 780 m) nähern sich auf 500 bis 700 Meter dem Nordufer des Flusses an, der dort auf 610 m bzw. 580 m Höhe vorüberfließt.

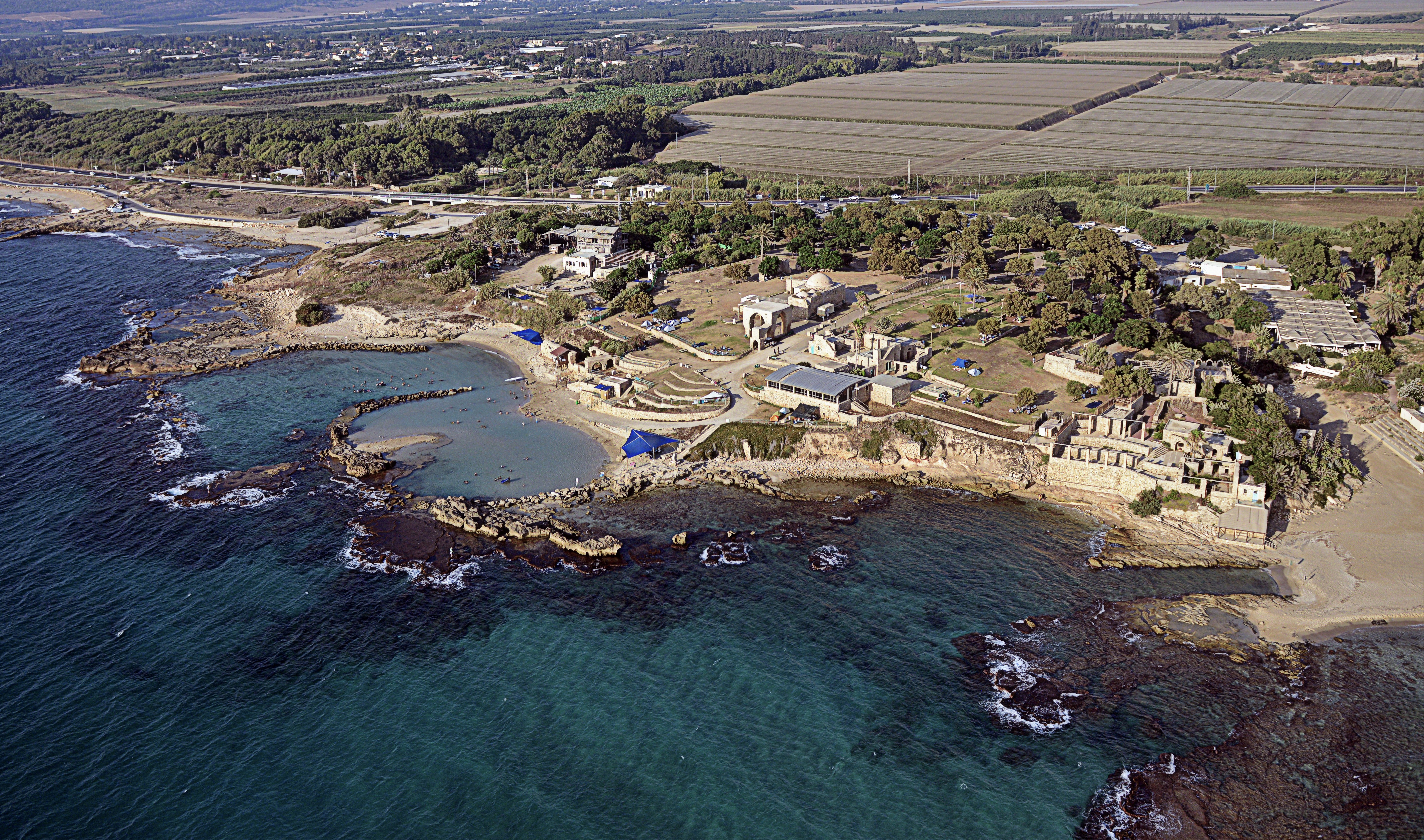
Luftbild Achsivs mit Mündung des Kesivs (links der Mitte) unterhalb der Straßenbrücke des Kvisch, 2015

Nach weiteren 2,3 Kilometern stromabwärts erreicht der Fluss das Naturreservat Schmurat Teva Nachal Kesiv an der Grenze der Mittelstadt Maʿalot-Tarschiha, dessen Wohnquartiere am südlichen Steilufer 100 Meter weit und hoch über dem Fluss liegen, weiter ab liegt Miʿilya (über 500 m), von wo der historische Heerweg Akkon-Toron 700 Meter wegs ostwärts zur aufgegebenen Wassermühle al-ʿAzzaziya des Dorfes am Fluss (hier 370 m) hinabführt. Weiter im Verlauf zeigt sich dann Mitzpe Hillah (480 m) über dem Kesiv (270 m) etwa 300 Meter entfernt vom Südufer, bevor dann am Nordufer Goren (350 m) zu sehen ist, 500 Meter ab vom Nordufer (hier auf etwa 270 m), gefolgt von der Ruine der Deutschordensburg Montfort (250 m), die sich bis auf 50 Meter steilen Berghangs dem Fluss (hier auf 200 m) annähert. Das 1980 gegründete Manot (250 m, bekannt für die Manot-Höhle) befindet sich am Südufer 100 Meter über dem Flusslauf, getrennt durch die 250 Meter des Hangs zwischen den Ebenen. Gegen Ende des eng eingeschnittenen Tals rückt ʿAvdon (auf 140 m) bis auf 150 Meter ans Nordufer des Kesivs, der hier 40 Meter tiefer vorbeifließt. Der letzte Ort am Kesiv ist Achsiv an der Mündung.

## Geschichte
Die besten Quellen zur Geschichte Galiläas seit der Kreuzfahrerzeit bis 1267 liefern die Urkunden des Deutschen Ordens, die einst auf der Deutschordensburg Montfort aufbewahrt wurden, da diese Burg seit ihrer Fertigstellung Sitz der Ordensleitung (Hochmeister) war. Im Niedergang der Kreuzfahrerstaaten rückte der ägyptische Mamlukensultan Baibars I. im Sommer 1267 auch gegen diese Burg vor, die er aber nicht einzunehmen vermochte. Er und seine Truppen kehrten 1271 zurück und ihr Erfolg nach einwöchiger Belagerung bewog den Orden, eine Übergabe der Burg bei freiem Abzug auszuhandeln, bevor sie wie so viele Kreuzfahrerfestungen mit allem darin vernichtet würde. So nahm der Orden sein reiches Archiv mit, brachte es zunächst auf eine Deutschordensburg in Tirol, später dann in die neue Hochmeisterburg in Marienburg, nach deren Verlust nach Königsberg in Preußen, von wo die archivalischen Kostbarkeiten 1944 nach West- und Mitteldeutschland verlagert wurden. Seit Mitte des 19. Jahrhunderts peu à peu ausgewertet, geben sie Aufschluss über die Kreuzfahrerzeit in einer Dichte, wie sonst in keinem Archiv für diese Zeit und Region erhalten.
Ab 1220 erwarb der Deutsche Orden zahlreiche Landgüter in der näheren und weiteren Umgebung Montforts und baute eine Vasallenherrschaft im Königreich Jerusalem auf, die Walther Hubatsch 1966 als Deutschordensstaat im Heiligen Lande charakterisiert. Zu dieser Zeit hat eine Straße im Tal bestanden, die den Kesiv von der Küstenebene bis zur Burg säumte und von dort gen Miʿilya und Tarschicha aufs Plateau Obergaliläas führte. Mit den Zerstörungen durch die Mamluken kam die Region an Ägypten und blieb ein von den Verheerungen gezeichnetes Land. Unter osmanischer Zeit ab 1516 änderte sich daran nichts Wesentliches. Allein von 1730 bis 1775 erweckte Ẓāhir al-ʿUmar al-Zaidānī, ein Regionalpotentat, Galiläa aus dem Dornröschenschlaf vorübergehend zu neuer Blüte.

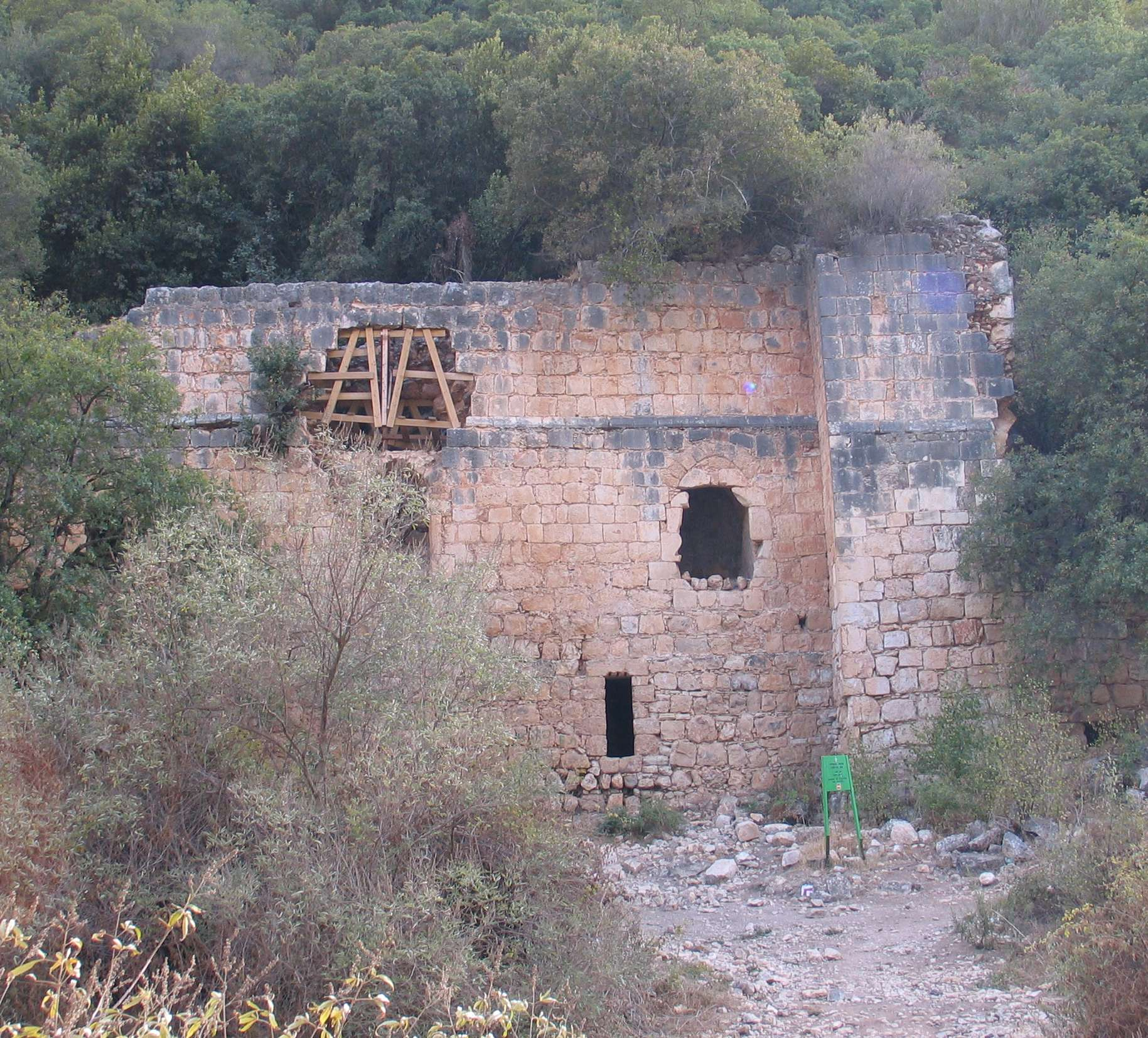
Ruine der Wassermühle zu Füßen der Deutschordensburg Montfort, 2008

Zu Zeiten des Osmanischen Reiches bestand Mühlenzwang, Mühlen brauchten eine obrigkeitliche Zulassung, private Müller ohne solche durften dem Gewerbe nicht nachgehen, Bauern ihr Getreide nicht mit eigenen Mühlsteinen mahlen. Im Tal des Kesivs gab es zehn Wassermühlen, denen die Bauern der Umgebung zugeordnet waren. Die Mühlen erhoben von den Bauern den Molter, eine obrigkeitliche Gebühr, als Anteil vom Getreide, später auch in Geld ablösbar. Pächter übernahmen die Mühlen, die sie nach Aufhebung des Mühlenzwangs im späten 19. Jahrhundert von der Obrigkeit erwarben. Viele der arabischen Müllersfamilien flohen im Krieg um Israels Unabhängigkeit 1948/1949 aus dem Land oder wurden vertrieben, aber die Shoufanis aus Miʿilya betrieben ihre Wassermühle (طَاحُونَةُ الْعَسَافِيَةِ, DMG Ṭāḥūnat al-Šūfānī) 300 Meter flussabwärts von Burg Montfort bis 1952. Die Mühlen sind als Ruinen mehr oder minder erkennbar erhalten. Bis 1948 wurde dem Fluss in Maßen Wasser entnommen, meist durch schmale, offene Bewässerungsrinnen in umliegende Felder.
Der osmanische Versuch im Ersten Weltkrieg auf Seiten der Mittelmächte, den Suezkanal zu blockieren, um so die Verbindungen zwischen den Teilen des Britischen Imperiums auf weite Umwege zu zwingen und im Falle eines Sieges das bis 1882 osmanische Chedivat Ägypten dem britischen Einfluss wieder zu entreißen, endete schließlich mit der Niederlage und Auflösung des Osmanischen Reiches. Die Briten eroberten die Gegend ab September 1918 und gliederten es dem neuen Palästina an. Von den Auseinandersetzungen zwischen den nationalen Bewegungen der Volksgruppen im Lande, den arabischen, nichtjüdischen und den jüdischen, weitenteils nichtarabischen Palästinensern ereigneten sich nur wenige im Bereich des Flusses. Deutsche Flüchtlinge gründeten 1940 in der Küstenebene 3,5 km nördlich des Flusses die Ortschaft Matzuva als ihre neue Heimat.

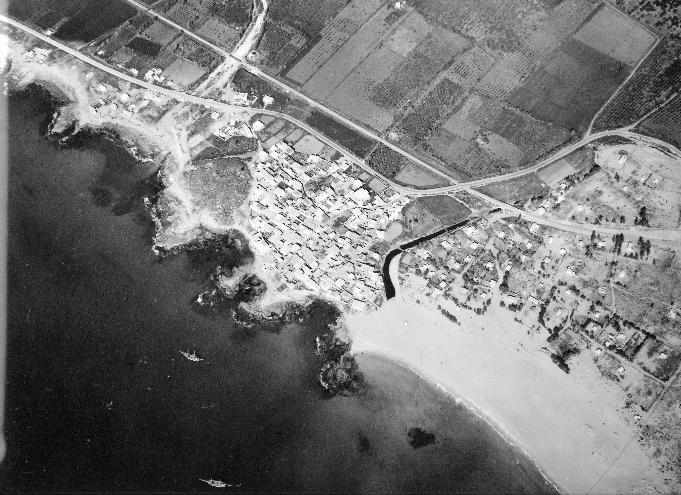
Luftbild al-Zibs 1948 mit den Brücken über den Kesiv (weiß scheinendes Bett) links der Mitte, nicht der Nachal Schaʿal (schwarze Schatten) weiter rechts

Eine Anschlagsserie namens Nacht der Brücken (לֵיל הַגְּשָׁרִים Lejl haGscharīm, 16./17. Juni 1946) des Palmach gegen elf Verkehrswege in die Nachbarstaaten des Mandatsgebiets, galt auch zwei Brücken über den Kesiv unweit seiner Mündung in al-Zib (heute Achsiv). Die al-Zīb-Brücke der Bahnstrecke Haifa–Beirut–Tripoli und die Straßenbrücke des Kvisch . Britische Wachen wehrten den Anschlag im Schusswechsel ab, wobei der Palmach einen Briten erschoss während die Briten den mitgeführten Sprengstoff des Palmach trafen, dessen Explosion dann 13 Palmachniks in den Tod riss und die Brücke schwer beschädigte. Die Straßenbrücke blieb stehen. Im Rahmen der militärischen Operation Ben-ʿAmmi (13.–20. Mai 1948; benannt nach dem im März getöteten Kommandeur Ben-ʿAmmi Paechter) nahm die Hagannah al-Zib (14. Mai) ein und weite Teile der Küstenebene.
Matzuva griff als erstes auf Wasser des Kesivs zu für eine neue 600 Dunam umfassende Bewässerungslandwirtschaft, wozu drei Kilometer südlich das Wasserwerk Chardelit, 500 Meter stromabwärts von der gleichnamigen Quelle. Im Jahre 1952 wurde die Anlage vergrößert und zur Trinkwasserversorgung der umliegenden Gemeinden richteten die Meqorot an der Quelle ʿEin Siw eine große Pumpstation ein. Angesichts der Not der israelischen Anfangsjahre um 1950 – je 137 einheimischen Israelis standen 100 neu aufgenommene meist mittellose Flüchtlinge, zur Hälfte vertriebene jüdische Araber und jüdische Bürger anderer muslimischer Staaten, gegenüber – einhergehend mit Zwangseinquartierungen, Rationierungen alles Lebensnotwendigen und großen Flüchtlingslagern (מַעְבָּרָה Maʿebbarah, pl. Maʿebbarōt), machte Israels Regierung trockene Gebiete durch Bewässerung urbar, damit vertriebene arabisch-jüdische Bauern (Jemeniten, Marokkaner, Ägypter, Iraker, teils auch berufliche Umschichtler) sich auf so neu erschlossenen Agrarflächen niederlassen konnten.
Die Regierung bereitete vor, Wasser des Sees Genezareth über Rohrleitungen in die Landesmitte und den Süden zu leiten. Ziel der Staatsregierung in Jerusalem war, alle Israelis, aber besonders die Flüchtlinge und Vertriebenen unter ihnen, in Lohn und Brot zu bringen, für ihre Behausung zu sorgen und Eingesessene und Aufgenommene so schnell es geht zu integrieren, Flüchtlingslager so schnell wie möglich zu Gunsten regulärer neuer Viertel bzw. Ortschaften aufzulösen. In puncto Wasserversorgung führte die Planung in Israel die Entwicklung der Mandatszeit fort, fließend Wasser in alle Ortschaften und langfristig alle Haushalte zu bringen. Die Gesellschaft für Naturschutz in Israel kämpfte dafür, den Nachal Kesiv als Naturschutzgebiet auszuweisen, um die Übernutzung des Flusses zu beenden, und 1956 kam das Flusstal als eines der ersten 50 neuen Schutzgebiete auf die Vorschlagsliste der Regierung, die aber aus Sorge um die Versorgungssicherheit mit Wasser ablehnte.

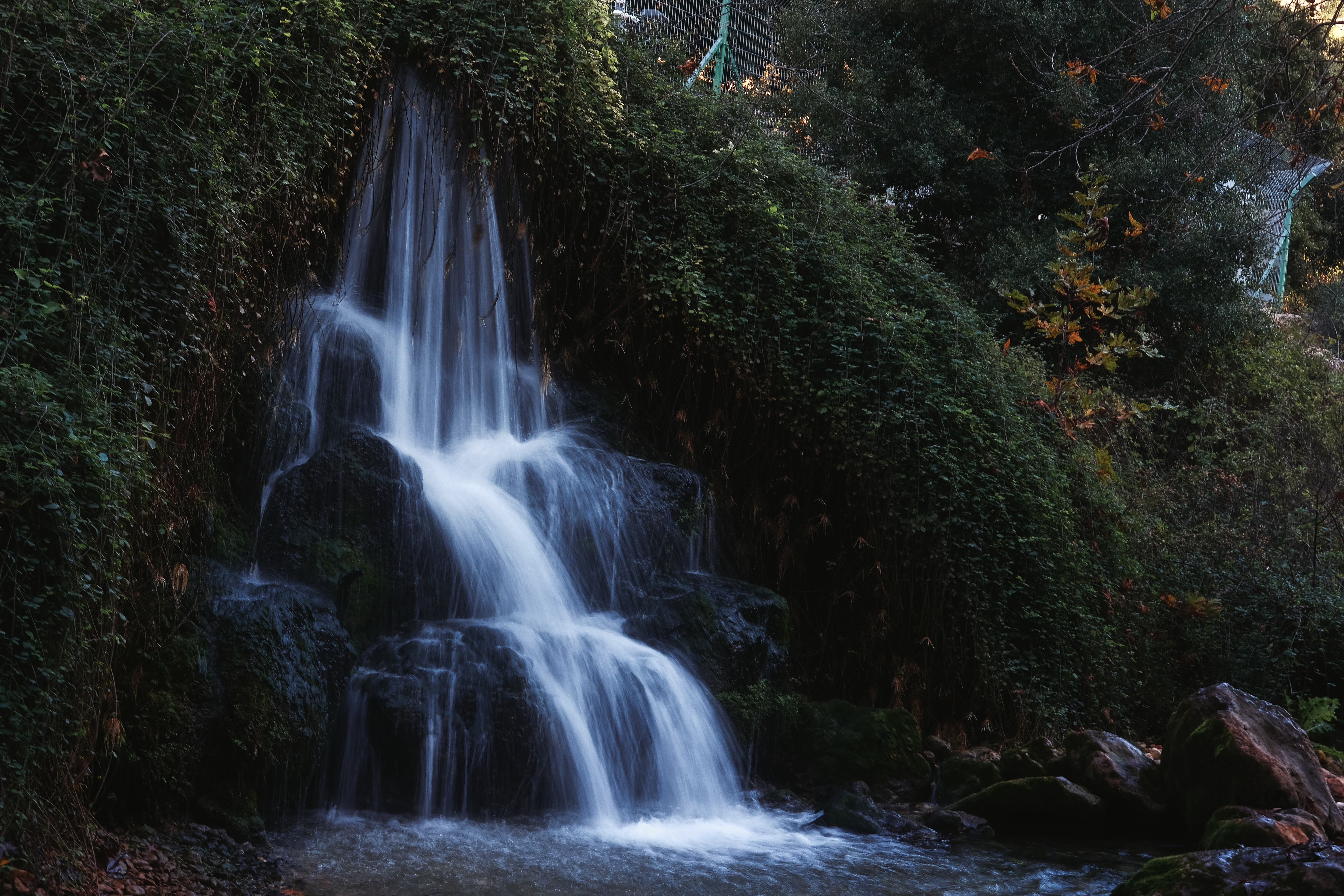
ʿEin Siw unterhalb der umzäunten Pumpstation der Meqorot, 2022

Im Jahre 1958 plante die Wassergesellschaft Meqorot das Pumpwerk am ʿEin Siw (arabisch رَأْسُ النَّبِيِّ, DMG Raʾs al-Nabī ‚Haupt des Propheten‘) per Wasserleitung mit dem großen Wasserwerk Qischon am gleichnamigen Fluss zu verbinden. Dazu sollte im Flusstal bis zur Quelle eine Erschließungsstraße angelegt werden. Das konnte die Gesellschaft für Naturschutz abwenden, die Straße wurde oberhalb des Tales am hohen Ufer gebaut, doch die erhöhte Wasserentnahme mit folgender Austrocknung kam. Der Kesiv, der vor den Entnahmen ganzjährig Wasser führte, fiel seit Ende der 1950er Jahre im Sommer trocken. Allein die ergiebigste Quelle, der ʿEin Tamir, wurde nicht angezapft, um von da ab stromabwärts den Lebensraum der seltenen Wasserpflanzen und Wildtiere im Habitat zu bewahren. Auch im Februar 1962 verweigerte die Regierung dem Kesiv den Naturschutz. Mitte 1965 empfahl der Rat für Nationalparks und Schutzgebiete 3500 Dunam des Flusstals als Schutzgebiet auszuweisen. Doch erst mit dem Aufbau von Entsalzungsanlagen ab 1965 wurde die Entlastung der natürlichen Wasservorkommen möglich und der Kesiv am 13. Januar 1977 mit über 8955,60 Dunam als Schutzgebiet ausgewiesen.:4

### Wassermühlen am Kesiv
Die Standorte der Wassermühlen verweisen darauf, wo ausreichend Wasserkraft verfügbar zu machen war. Ab Miʿilya stromaufwärts waren 1942 keine Mühlen verzeichnet. Wassermühlen für Getreide und eine für Oliven waren (von West nach Ost):
- Ṭāḥūnat al-Manawāt (طَاحُونَةُ الْمَنَوَاتِ), etwa 1 km stromabwärts vom Tel ʿAvdon
- eine Wassermühle etwas stromaufwärts des Tel ʿAvdon, diese und die vorige liegen am gleichen Gerinne, das auf Höhe des ʿEin Chardelit (⊙) südlich parallel zum Kesiv abzweigte
- Ölmühle am Südufer auf Höhe des ʿEin Chardelit, deren Gerinne 800 m weiter stromaufwärts südwärts vom Kesiv abzweigte
- Ṭāḥūnat al-ʿAssāfiya (طَاحُونَةُ الْعَسَافِيَةِ), etwa 1,3 km stromanwärts von Burgruine Montfort
- Ṭāḥūnat al-Šūfānī (طَاحُونَةُ الْعَسَافِيَةِ ‚Wassermühle Shoufani‘; ⊙), 300 m stromabwärts von Burg Montfort
- Ṭāḥūnat Umm al-Furn (طَاحُونَةُ أُمِّ الْفُرْنِ), am Nordufer unterhalb der Goren-Höhle (⊙)
- Ṭāḥūnat Umm Šamma (طَاحُونَةُ أُمِّ شَمَّةَ), außer Betrieb (1942), am Nordufer 300 m stromaufwärts vom ʿEin Tamir (⊙)
- Ṭāḥūnat Umm Ǧawza (طَاحُونَةُ أُمِّ جَوْزَةٍ; ⊙) mit kurzem Gerinne am Nordufer, nordöstlich des Har Siw
- Ṭāḥūnat al-ʿAzzāziya (طَاحُونَةُ الْعَزَّازِيَةِ), außer Betrieb (1942), am Südufer gegenüber der Meʿarat Miqdasch (⊙) oberhalb des nördlichen Seitentals, wo der historische Heerweg Akkon-Toron das eingegrabene Kesivtal gen Abbirim und Fassuta verlässt
- Ṭāḥūnat al-ʿArnaǧiyya (طَاحُونَةُ الْعَرْنَجِيَّةِ), am Nordufer wenig stromaufwärts von dem Punkt, wo der Heerweg Akkon-Toron den Kesiv quert; ihr Gerinne zweigte auf Höhe des ʿEin Siw (⊙) ab

## Schutzgebiete am Kesiv
Die längsten Strecken des Flusslaufs bilden Naturschutzgebiete. Ab der Quelle bis unterhalb der Brücke Dschisr Nabih Marʿiyy () gehört der Kesiv und sämtliche Uferpartien beiderseits auf etwa 13 Kilometern zum Schutzgebiet Schmurat Teva Har Meiron (שְׁמוּרַת טֶבַע הַר מֵירוֹן Schmūrat Ṭeva Har Mejrōn), das weit über den Flusslauf hinausgreifend sich über die Hänge des namengebenden Berges und benachbarte Kuppen hinzieht (84.000 Dunam; 9. Dezember 1965 gegründet).:1 Dann folgt ein geschlossenes Naturschutzgebiet, das Menschen nur mit spezieller Erlaubnis betreten dürfen. Es gibt keine markierten Wege in dem Abschnitt. Wegen der einzigartigen Artenvielfalt und seltenen Arten, wurde hier auch nie Wasser entnommen.

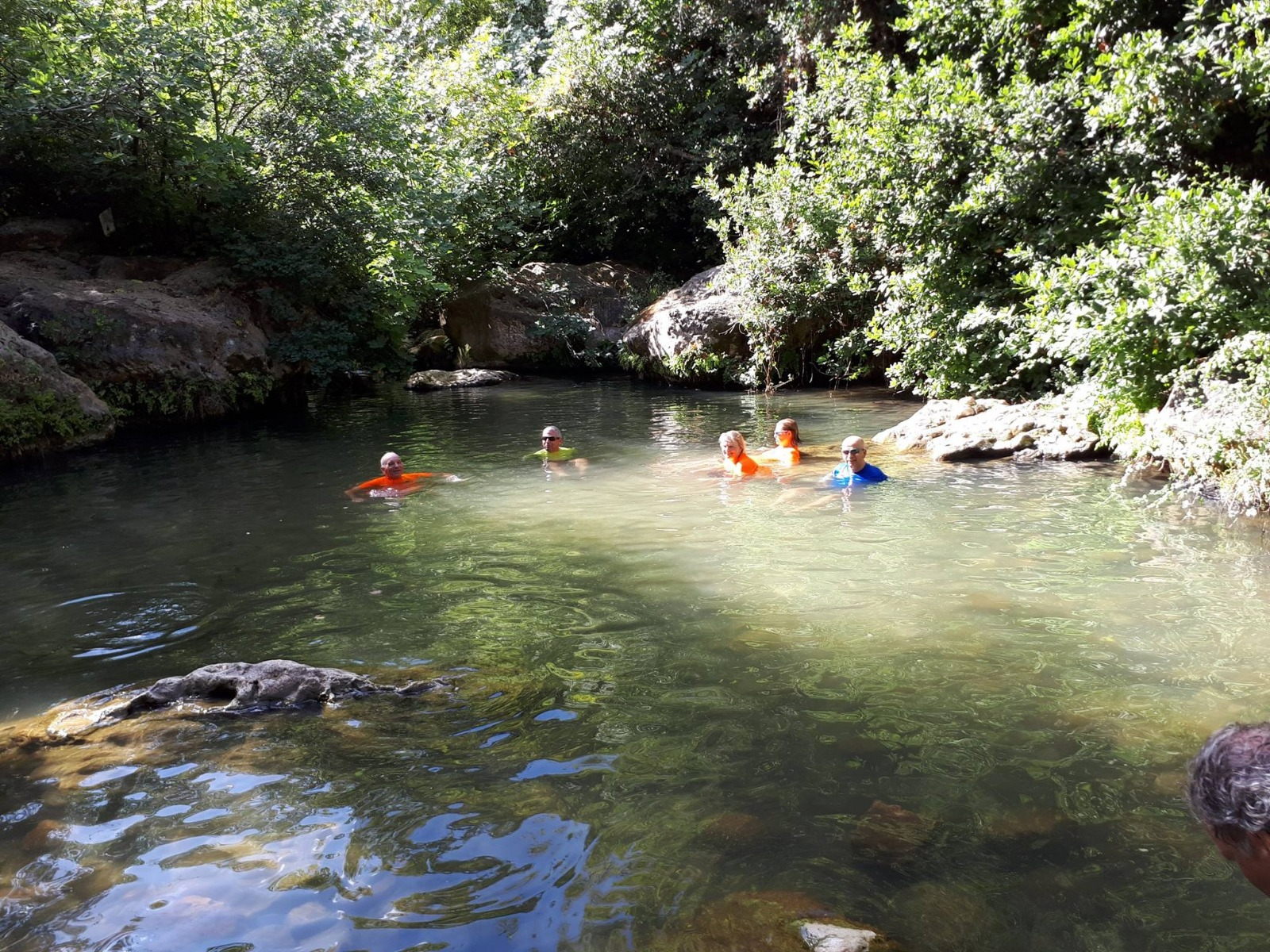
Badende im Becken des ʿEin Tamir, 2022

Von Maʿalot-Tarschiha bis ʿAvdon (1952 gegründet) sind Fluss, Talbett, steile Ufer und die einlaufenden Seitentäler am Unterlauf der Zuflüsse Teil der Schmurat Teva Nachal Kesiv (שְׁמוּרַת טֶבַע נַחַל כְּזִיב Schmūrat Ṭeva Nachal Ksīv), die 1977 mit einer Fläche von 8955,60 metrischen Dunam eingerichtet wurde.:4 Am 21. November 1996 kamen 208 und am 11. November 2010 noch einmal weitere 306 Dunam hinzu.:6 und 10 In diesem Abschnitt liegen neben Naturschönheiten wie unterhalb Mitzpe Hillahs, Heimat Gilʿad Schalits, der ʿEin Tamir (sein Quellbecken misst 25,4 × 32 m), der so viel Wasser in den Fluss speist, dass dieser ab hier auch in Jahren größter Dürre noch nie trocken gefallen ist, während dies im oberhalb davon gelegenen Flusslauf wegen der Entnahmen für Bewässerung früher schon geschehen konnte. Inzwischen führen Meqorot für das als Trinkwasser am ʿEin Siw entnommene Wasser nach Gebrauch im gleichen Umfang gereinigt dem Fluss wieder zu, was die Wasserführung sehr verbessert hat. Die Gesundheitsbehörden unterbinden inzwischen Einleitungen verschmutzten Wassers, weshalb das Wasser des Kesivs Badequalität aufweist.
Auch die interessantesten Spuren menschlicher Präsenz wie das Versteck Aufständischer des Jüdischen Krieges in der südlichen Steilwand, gegenüber die archäologische Stätte der Goren-Höhle unterhalb des 1950 gegründeten Moschavs gleichen Namens, die Meʿarat Miqdasch unterhalb Abbirims mit Relief eines Kriegers. In der Felswand über dem ʿEin Tamir öffnet sich der Eingang einer Höhle, die als schmale Röhre tief in den Berg führt und worin sich Spuren menschlicher Nutzung der mittleren Bronzezeit fanden, die aus Sicherheitsgründen für die Öffentlichkeit aber gesperrt ist. Auch die Deutschordensburg Montfort mit Vorposten und Außenwerken (wie dem Metzad Qarchah) gehört zum Schutzgebiet.
In der Küstenebene säumen nicht Schutzgebiete, sondern Agrarflächen den Fluss, erst an der Mündung des Kesivs liegt südlich desselben der Nationalpark Achsiv (450 Dunam, 11. Januar 1968 gegründet:2), zu dem der Tel Achsiv gehört. Am Nordufer zwischen der Bahnbrücke der HBT-Linie und der Straßenbrücke des Kvisch  über den Kesiv befinden sich eine Grünanlage mit kreisrundem Ehrenmal, 1955 von Ascher Chiram (1897–1973), dem Hausarchitekten des Verteidigungsministerium für Ehren- und Gefallenenmale, und eine Gräberstätte für die Toten vom gescheiterten Anschlag auf die Brücken (Nacht der Brücken, 16./17. Juni 1946). Die sterblichen Überreste der Getöteten, zunächst vor den Briten verborgen in Haifa und Matzuva bestattet, wurden nach Jahrzehnten der Debatte über halachisch gebotene ungestörte Totenruhe 1968 bzw. 2003 hierher umgebettet.
Flora

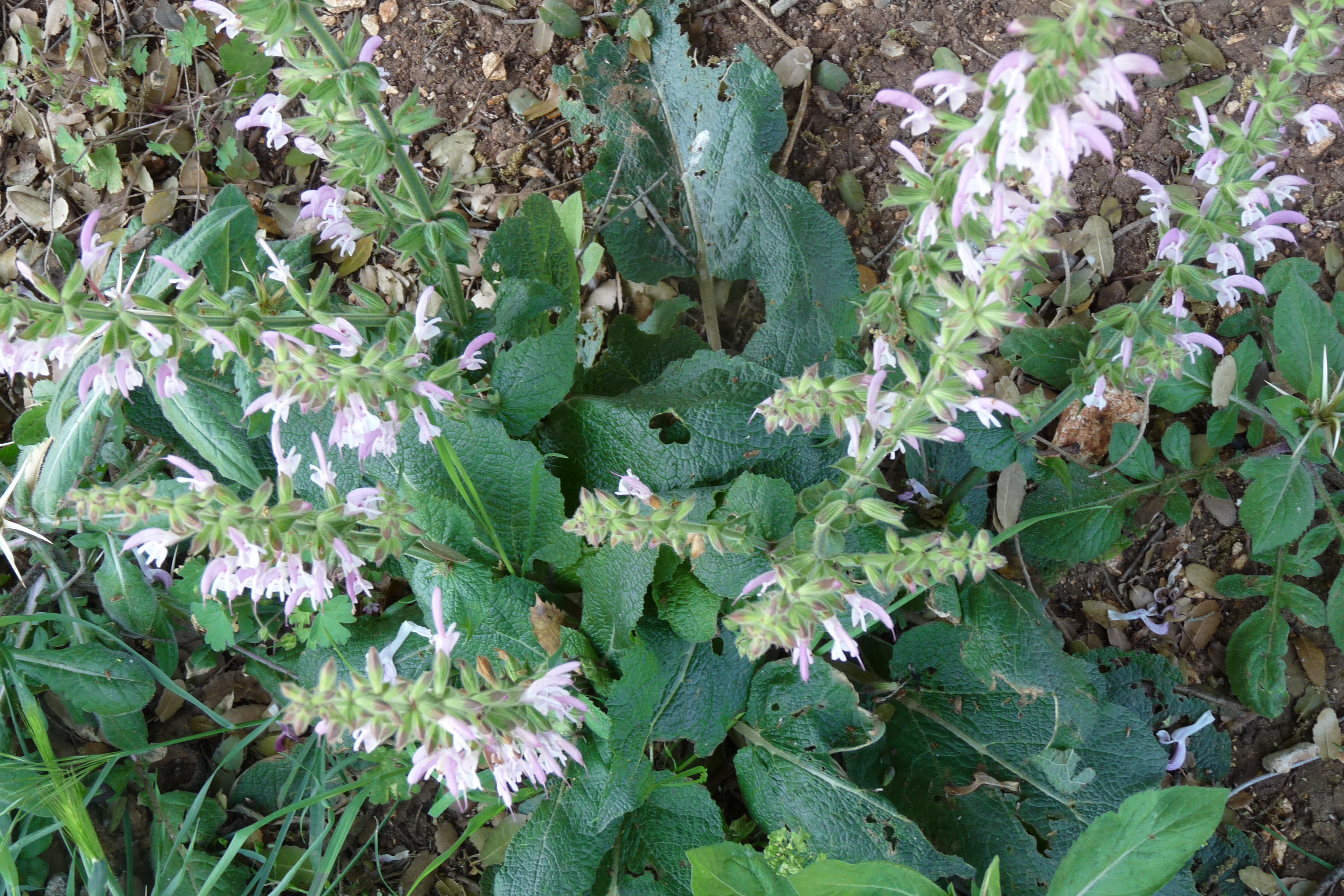
Muskatellersalbei im Flusstal, 2010

An den Ufern des Flusses und in ihm wächst eine gemischte Vegetation: Unter den hochaufragenden Gewächsen sind Eichen vorherrschend, daneben gibt es Ahorne, Morgenländische Platanen, Syrische Birnen (Pyrus syriaca), Terebinthen, Trompetenbäume, Weiden, Weißdorne und andere in einem mediterranen Wald. An Buschwerk und Sträuchern finden sich Blut-Johannisbeere (Rubus sanguineus), Himalaya-Himbeere (Rubus ellipticus), Lorbeeren, Oleander, Strauch-Beifuß, die zur Ufervegetation zählen. Um die Deutschordensburg sowie an den Steilhängen des Flusstals wächst Wermutkraut, das vermutlich vor Hunderten von Jahren von Kreuzfahrern als Heilpflanze gesetzt sich dort ausbreitet. Weiters gedeihen Brombeeren, Madonnen-Lilie, Muskatellersalbei, Schneeweißer Alant, Wegeriche und imposante Farne.
Wild
An wilden Tieren leben im Tal Füchse, Goldschakale, Klippschliefer, Wildschweine, einige Reptilien und im Wasser verschiedene Fischarten. An Greifvögeln sind Habichte und Falken verbreitet, viele nisten in den Ruinen der Kreuzfahrer. Die einst in Judäa und im Nordreich Israel wie im weiteren Vorderen Orient beobachteten Arten Bär, Hyäne, Leopard (zuletzt 1965) und Wolf sind durch Jagd und Zerstörung des Lebensraums ausgestorben. Wieder heimisch geworden ist am Kesiv seit 1996 Mesopotamisches Damwild. Es galt seit langem als gänzlich ausgestorben, bis man im südwestlichen Iran in den 1950er Jahren eine kleine Population entdeckte und einzelne Tiere einfing.

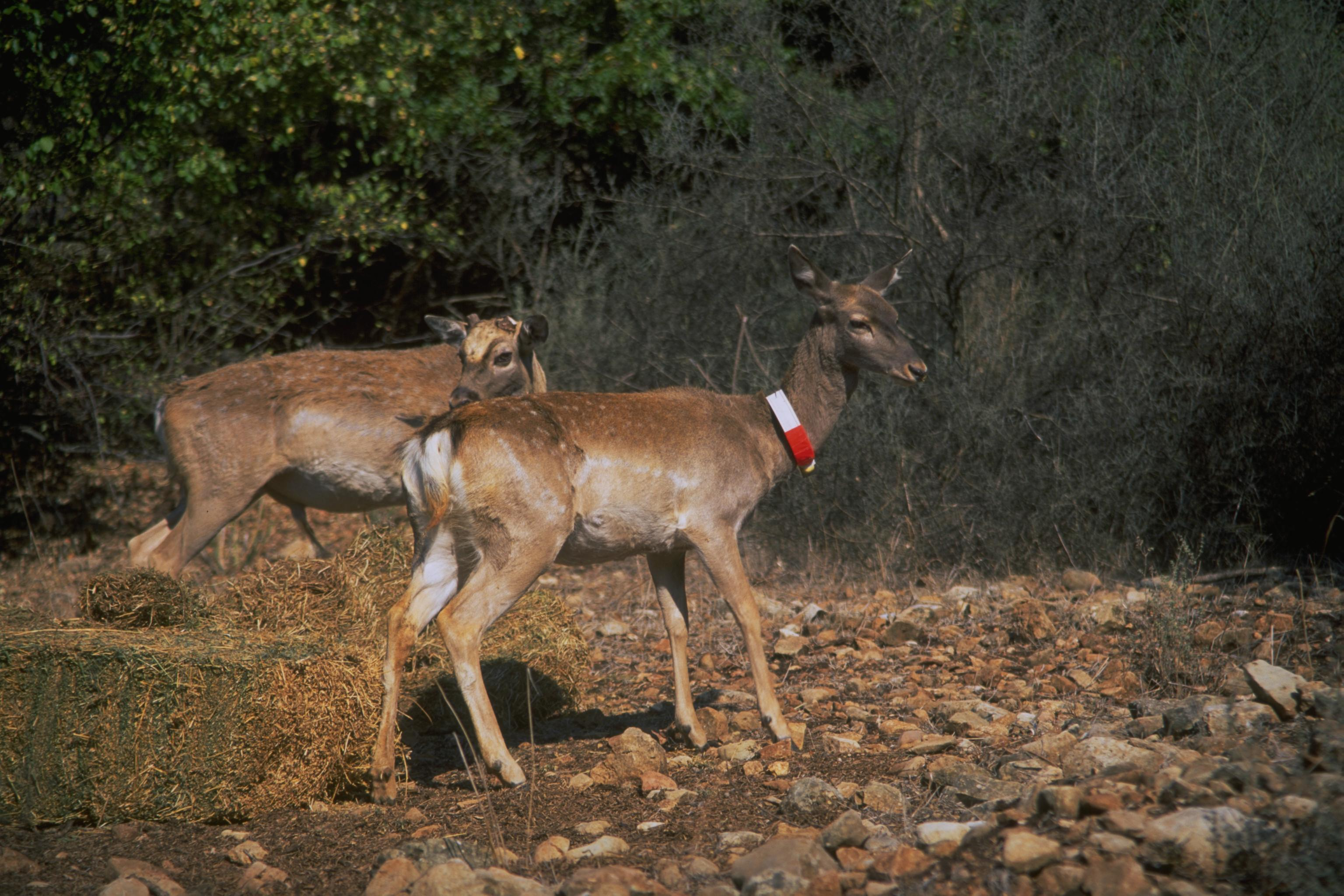
Damhindinnen, eine mit Sender, in der Schmurat Teva Nachal Kesiv, 1999

Der Opel-Zoo erhielt 1956 ein Paar zur Zucht und konnte daraus junge Tiere zur Bestandspflege in den Iran geben. Als die Behörde für Natur und Gärten beschloss, ausgestorbene Tierarten wieder im Lande heimisch zu machen, wählte sie den Damhirsch für den Kesiv. Der Opel-Zoo gab 1976 zwei Zuchtpaare und die Wildpflege im Iran weitere vier Weibchen – in einer aufwändigen und durch Prinz Gholamreza Pahlavi vermittelten geheimen Operation zu Beginn der Islamischen Revolution 1978 mit auf den letzten Flug El Als ab Teheran – nach Israel.
Mit diesen Tieren begann der israelische Bestand, der zunächst im Biblischen Zoo Jerusalem auf Hunderte anwuchs. Mesopotamisches Damwild wurde so erfolgreich am Kesiv ausgewildert, dass danach Tiere im Judäischen Bergland im Tal des Soreqs, gefolgt von Freilassungen am Har Meiron in Obergaliläa 2014 und im Jahr darauf im Karmel. In freier Wildbahn leben schätzungsweise 250–300 Individuen, in den Zuchtzentren des Wildparks Chai Bar Karmel und des Biblischen Zoos weitere 150 Stück. Damit ist die Wildpopulation in Israel die größte der Welt.

## Felsrelief eines Kriegers im Flusstal

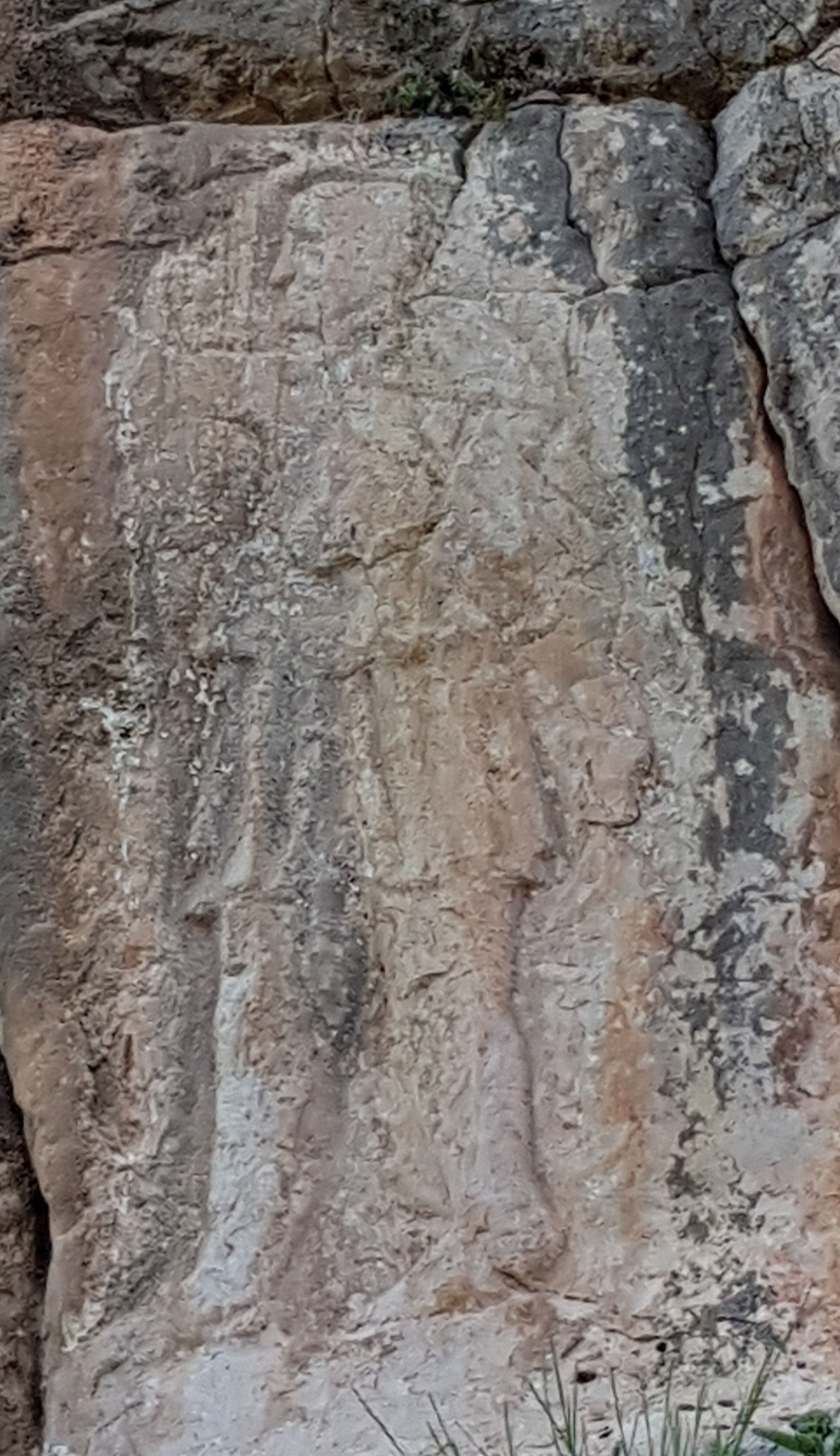
Relief eines Mannes am Eingang zur Meʿarat Miqdasch, 2010

Am Nordufer des Kesivs gibt es zwei Kilometer westlich Abbirims eine Höhle namens Meʿarat Miqdasch (מְעָרַת מִקְדָּשׁ Höhle des Heiligtums; ⊙), neben deren Eingang Schmuʾel Beer 1985 in den Fels gehauen das antike Relief eines Mannes mit Helm und Soldatenrock (האיש שבקיר Īsch sche-baQīr, deutsch ‚Mann in der Felswand‘), der in einer Hand ein Schwert hält und die andere zur Faust geballt schwingt. Entweder ist die durch das Cingulum militare gegürtete Tunika unten herum wallend dargestellt oder am cingulum baumeln Lederstreifen, wie seit augusteischer Zeit häufig. Die Figur misst 1,52 Meter in der Höhe und ihr Blick weist nach Süden. Was es mit der Darstellung auf sich hat, weiß niemand, das Schöne daran ist, das viele sich mit Antworten versuchen können. Die Forscher, die das Relief untersucht haben, fanden ungewöhnlich, es an dieser Stelle in den Fels zu meißeln, wo es nie ein Mensch sehen würde. Daher vermuten sie, dass heidnisch orientierte Leute das Relief schufen, die Angst hatten, entgegen dem jüdischen Verbot der Vielgötterei und Bilderverehrung Götzen öffentlich anzubeten.
Jinnon Schivtiʾel (יִנּוֹן שִׁבְטִיאֵל) meint jedoch, folgt man dem Blick der reliefierten Figur in Richtung der südlichen Steilwand des Flusstals, sieht man eines der Verstecke, worin sich aufständische Juden aus Achsiv während des Jüdischen Kriegs (66–75 der christlichen Zeitrechnung) gegen die römische Herrschaft flüchteten, um sich den Razzien römischer Soldaten zu entziehen. Schivtiʾel mutmaßt, der Schöpfer des Reliefs sei ein römischer Späher mit künstlerischer Neigung gewesen, der lange auf seinem Posten gegenüber von den ausgespähten Juden festsaß. Er nutzte seine Langeweile kreativ für das Relief einer Figur seinesgleichen, die mit ausgestreckter geballter Faust zum südlichen Kliff droht, nicht viel anders als die Schicksalsgenossen der heutigen Zeit, wenn sie ein Wandgraffito oder ein TikTok-Video machen.

## Wasserverband
Der Kesiv fällt in die Zuständigkeit der Behörde Raschut Niqqus uNchalim Galil Maʿaravi (רָשׁוּת נִקּוּז וּנְחָלִים גָּלִיל מַעֲרָבִי Raschūt Niqqūs ūNchalīm Galīl Maʿaravī), die 1997 als Körperschaft des öffentlichen Rechts gegründet wurde. Gemäß dem Gesetz über Fluss- und Quellenverbände von 2003 ist ihre Aufgabe, die Gewässer zu pflegen und zu betreuen, vor Verschmutzung zu schützen, Staue und Wehre zu errichten und zu warten und Flutvorsorge zu betreiben. Der Wasserverband, einer von elf im Lande, umfasst viele Gewässer in Westgaliläa, darunter die größeren: Beit haʿEmeq, Betzet, Chillason, Gaʿeton, Jassaf, Kavul, Kesiv, Naʿaman, Peqiʿin, Schaʿal und Schagur. Der Wasserverband deckt eine Fläche von 820.000 Dunam ab, wo 450.000 Einwohner leben. Aufsichtsbehörden sind das Landwirtschaftsministerium und das Ministerium für Umweltschutz. Das Hochwasser im Winter 2019/2020 läutete eine Serie von Vorsorgemaßnahmen für folgende Winter ein.

## Verkehr
Der Fluss wird von keinem Verkehrsweg gesäumt, befahrbare Straßen queren das Flusstal nur, aber der israelische Wanderweg Schvil miJam leJam (hebräisch שְׁבִיל מִיָּם לְיָם ‚Wanderweg vom See zur See‘) zwischen dem See Genezareth und dem Mittelmeer und folgt fast dem gesamten Flusslauf. Ausgenommen ist der ökologisch besonders wertvolle, für Menschen gesperrte, streng geschützte mittlere Bereich zwischen Maʿalot-Tarschiha und der Brücke Dschisr Nabih Marʿiyy des Kvisch . Die Umgehungen führen auf der Nordseite über Abbirim (1980 gegründet) oder auf der Südseite via Maʿalot. Mehr als die Hälfte des Wanderwegs verläuft am Kesiv. Die Route wurde 1964 markiert. Das Public Works Department legte die Landstraße (heute Kvisch ) in diesem Abschnitt zwischen 1935 und 1940 an einschließlich der erhaltenen einspurigen alten Brücke Gescher Elqosch (גֶּשֶׁר אֶלְקוֹשׁ; ⊙) über den Fluss.